# Xiangning
Xiangning (乡宁县,  Xiāngníng Xiàn) ist ein Kreis der bezirksfreien Stadt Linfen in der chinesischen Provinz Shanxi. Er hat eine Fläche von 2.023 km² und zählt 206.892 Einwohner (Stand: Zensus 2020).
Sein Shousheng-Tempel (Xiangning Shousheng si 乡宁寿圣寺) steht auf der Liste der Denkmäler der Volksrepublik China.